# DJ2型电力机车
DJ2型“奥星”電力機車是中国铁路的电力机车车型之一，由株洲电力机车厂联合株洲电力机车研究所等单位于2001年研制成功，由於在機車出廠時適逢中國成功申辦2008年夏季奧運，因此被命名為「奧星」。DJ2型电力机车是在DJ型机车基础上改进而成的交流传动高速客运电力机车，持续功率为4,800千瓦，最高运用速度为200公里/小时，采用中国自主研制的GTO水冷牵引变流器、交流传动控制系统、牵引电动机和微机控制系统，因此也被称为中国第一种拥有自主知识产权的交传电力机车。

## 发展历史

### 背景
1998年12月，时任中华人民共和国铁道部部长傅志寰提出了“加强自主开发研究，争取用10年左右的时间，完成电力机车直流传动到交流传动的转换”的任务；铁道部并根据国际潮流，提出2000年为中国铁路“高速、交传、发展”年，要求在引进、消化、吸收原则下，自行开发交流传动高速客运电力机车和高速电力动车组；此一举措使中国各铁路相关企业纷纷加快了交流传动机车的研制步伐。2000年，株洲电力机车厂联合株洲电力机车研究所、铁道科学研究院、西南交通大学等单位，通过采取关键部件国外采购、机车整机国内生产的方式，引进Adtranz公司的交流传动系统，成功研制了DJ型“九方”交流传动高速客运电力机车、DJJ1型“蓝箭”交流传动高速电力动车组。

### 研制
然而，由于交流传动系统采用进口产品，因此生产成本较高，DJ型电力机车每台造价高达1500万元人民币，其中交流传动系统进口价格就占了三分之二；由于核心技术没有取得突破，成为交流传动技术产业化发展的最大障碍。为此，根据铁道部的要求，株洲电力机车厂、株洲电力机车研究于1999年就制定了一系列国产化目标，对主变流器、牵引电机、微机控制网络等关键技术进行攻关，并开始在DJ型电力机车基础上，研制采用国产交流传动系统的DJ2型电力机车，并被列入第九个五年计划国家重点科技攻关项目。
2001年9月21日，首台DJ2型“奥星”电力机车与DJF1型“中原之星”电力动车组同时在株洲电力机车厂竣工剪彩仪式。DJ2型电力机车为高速客运用交流传动电力机车，最高运用速度为200公里/小时，机车牵引功率为4800千瓦，单轴功率达到1200千瓦；采用国产GTO水冷牵引变流器取代了进口IPM牵引变流器，牵引电动机、网络控制系统等均改用国产产品；机车主要用于既有干线客运牵引和高速专线牵引，牵引能力也比DJ型机车有所提高。单台机车牵引18节编组旅客列车，在平直道上的运行速度可达160公里/小时，在12‰上坡道仍可按100公里/小时运行。
2001年11月4日，时任中共中央总书记、国家主席江泽民在铁道部部长傅志寰等人陪同下，于石家庄电力机务段视察了“奥星”电力机车和“中原之星”电力动车组，并肯定了株洲电力机车厂自己研制拥有自主知识产权的电力机车的做法。

### 试验
DJ2型电力机车出厂后，于2001年12月至2002年4月间先后赴北京环形铁道试验基地、广深铁路，分别进行了安全评估试验和高速动力学性能试验，最高试验速度达到240公里/小时。2002年3月7日，傅志寰到北京环形铁道视察了“奥星”试验。2002年6月，DJ2型电力机车配属郑州铁路局郑州机务段京武快车队投入运用考核，担当京广铁路北京西—郑州—武昌（汉口）的客运交路。2002年9月，株洲电力机车厂又生产了两台DJ2型机车（0002、0003），并于2003年3月配属郑州机务段投入运用考核。
机车在试验和运用过程中，相继发现了各种问题和故障，其中主变流器、辅助变流系统、微机控制系统故障较多。例如DJ2型机车在北京环形铁道的一次试验中，由于主变流器中间直流电压振荡超过安全保护值，导致机车电力中断。国产GTO牵引变流器与DJ型电力机车所使用的进口IPM-IGBT主变流机组相比，除了故障率相对较高外，总体性能也存在差距。
2005年8月，DJ2型电力机车完成了100万公里运行考核后，封存于郑州机务北段报废线（郑州北站下行出发场附近）至今。

## 技术特点

### 总体布置
DJ2型电力机车是四轴高速客运电力机车，适用于供电制式为25千伏工频单相交流电的电气化铁路，机车轴式Bo-Bo，持续功率4,800千瓦，构造速度为220公里/小时，最高运用速度为200公里/小时。机车总体结构与DJ型电力机车基本相同，采用通过有限元分析设计轻量化整体承载式焊接车体结构，设中间贯穿走廊、双端司机室；车头采用光滑流线型外形，车体两侧下部设有裙板。车顶装有两台单臂式受电弓、以及高压隔离开关、接地装置等；真空断路器等高压组件均置于车内。
车内设备以分室斜对称、屏柜化布置，由前至后分别为Ｉ端司机室、主变流室、设备Ｉ室、设备ＩＩ室、ＩＩ端司机室。司机室内设有符合人机工程学设计的司机操纵台。主变流室内设有主变流柜、主冷却柜。设备室内设有控制电源柜、空气制动柜、辅助变流柜、牵引通风柜、列车供电柜等设备。卧式牵引变压器安装于车底中部，与电抗器共用冷却油箱。机车采用车体独立通风方式，从车顶顶盖夹层风道吸入冷风，向发热部件冷却后从车底排出，并维持机械间呈微正压，改善机车防尘效果及防寒性能。

### 机车主电路
DJ2型电力机车是交—直—交流电传动的单相工频交流电力机车。接触网导线上的25千伏单相工频交流电电流，经受电弓进入机车后经过主断路器再进入主变压器，交流电经过主变压器的四个牵引绕组后进入主变流器，分别向四个四象限脉冲整流器供电并整流为直流电，其中每两个四象限整流器并联输出，然后共用一个电压为2800伏的中间直流环节回路，再由一个电压型PMW逆变器转换成三相交流电输出，分别向每个转向架上的两台异步牵引电机并联供电，使牵引电动机产生转矩，将电能转变为机械能，经过齿轮的传递驱动轮对。
DJ2型机车采用采用株洲电力机车研究所开发的国产交流传动系统，包括大功率主变流器、异步交流牵引电动机、微机网络控制系统。TEP28WG01型牵引主变流器由四象限整流器、中间直流回路、PMW逆变器三个部分组成，变流器设计容量为3500kVA，功率控制器件为GTO元件（4500V／3000A），冷却介质为乙二醇和高纯水的混合物。DJ2型机车采用JD121型鼠笼式三相异步牵引电动机，是在参考DJ型机车所使用的4FHA 7056C型牵引电机基础上改进设计而成，额定功率为1224千瓦，恒功速度范围较宽，采用直接转矩控制。TEC01型国产分布式微机网络控制系统借鉴了Adtranz公司“MITRAC”系统，采用符合列车通讯网络（TCN）标准的多功能车辆总线（MVB）和绞线式列车总线（WTB），具有控制、通信、诊断显示功能。

### 辅助电路
DJ2型电力机车采用交流辅助电路系统，机车上设有一台TGF9A型辅助变流器。每台辅助变流器容量为100kVA，由一套整流模块、两套逆变模块、两套EMC滤波器、控制箱及电抗器组成。整流器采用晶闸管半控桥电路；逆变器采用电压型逆变电路，功率开关器件为IGBT，每台逆变器容量为70kVA，输出380伏三相交流电。此外，DJ2型电力机车并装设有TGF7A型列车供电柜，用于向列车提供两路600伏直流电源，输出功率为2×400千瓦。

### 转向架
机车走行部为两台二轴转向架，DJ2型机车沿用了DJ型机车的高速转向架，「日」字型构架由钢板箱型焊接而成；一系悬挂借鉴了X2000列车的人字橡胶弹簧定位加垂向油压减震器方式，能够达到类似径向转向架的自导向径向回转性能；二系悬挂为高柔度螺旋圆弹簧配橡胶垫；车体和构架之间并设有垂向减振器、横向减振器和抗蛇行减振器的组合。牵引力或制动力通过中间低位推挽式牵引装置传递；鉴于DJ型机车多次发现牵引拉杆座裂纹，DJ2型机车的牵引座钢板由厚度由6毫米增加到12毫米。机车采用六连杆轮对空心轴弹性传动装置、牵引电动机架悬式全悬挂、单边刚性直齿传动，减少了簧下重量和轮轨作用力。基础制动装置为轮盘制动；停放制动装置为蓄能制动；转向架并设有踏面清扫器。人字橡胶弹簧、轮盘制动装置均为国产化产品。

## 参看
- DJ型电力机车
- DJ1型电力机车
- 天梭型电力机车
- KZ4A型电力机车
- DJJ2型电力动车组
- DJF1型电力动车组